# Kay Lahusen
Kay Lahusen (Cincinnati, Estats Units, 5 de gener de 1930 - 26 de maig de 2021), també coneguda com Kay Tobin, fou una fotògrafa pionera dels drets LGBTQ. És la primera fotoperiodista obertament lesbiana del moviment LGBT. Les fotografies de Lahusen de dones lesbianes aparegueren en algunes portades de The Ladder del 1964 al 1966, quan la seua parella, Barbara Gittings, era l'editora. Lahusen ajudà a fundar la Gai Activists Alliance (GAA) al 1970; col·laborà amb un setmanari novaiorquès anomenat Gay Newsweekly, i fou coautora de The Gai Crusaders al costat de Randy Wicker.

## Primers anys
Lahusen nasqué i visqué a Cincinnati, Ohio, i s'interessà per la fotografia quan encara era una xiqueta. "Quan era petita m'encisava usar una petita càmera i estrènyer-la i intentar aconseguir una cosa artística d'ella", recorda. Va descobrir en la universitat que se sentia atreta per una dona i mantingué una relació amb ella durant sis anys, però quan l'altra dona marxà "per a casar-se i tenir una vida normal", Lahusen se sentí molt afectada.

## Portades deThe Ladder
Lahusen passà els següents sis anys a Boston treballant en la biblioteca de referència del Christian Science Monitor. Conegué Barbara Gittings el 1961 en un pícnic de les Daughters of Bilitis a Rhode Island. Es feren parella i Lahusen es traslladà a Filadèlfia per poder viure amb Gittings. Quan Gittings va dirigir The Ladder el 1963, Lahusen volgué augmentar la qualitat del disseny de les portades de la revista. On prèviament hi havia dibuixos amb línies, caracteritzats per Lahusen com "prou fats, gatets, figures humanes insípides", Lahusen hi afegí fotografies de lesbianes reals en la portada, començant al setembre del 1964. La primera mostrava dues dones d'esquena, en una platja, mirant la mar. Lahusen, però, volia afegir retrats de lesbianes. "Si et mous com si et fera por mostrar la cara, es transmet un missatge terrible", recorda Lahusen. Algunes portades mostraven dones posant de perfil, o amb ulleres de sol, però al gener de 1966 aconseguí el retrat d'una cara completa. Lilli Vincenz, somrient, ix a la portada de The Ladder (a la foto de Kay Lahusen, vegeu la imatge de la portada dalt a l'esquerra). A la fi del període de Gittings com a editora, Lahusen recorda que hi havia una llista d'espera de dones que desitjaven aparéixer a cara completa i descoberta en la portada de la revista. Lahusen també escrigué articles en The Ladder amb el nom de Kay Tobin.

## Periodisme fotogràfic
Lahusen fotografià Gittings i altres persones que protestaven en edificis federals i a l'Independence Hall a meitat i finals de la dècada dels 1960. Col·laborà amb fotografies i articles en el periòdic de Manhattan Gay Newsweekly, i treballà en l'Oscar Wilde Memorial Bookstore de Nova York, la primera llibreria dedicada exclusivament a literatura sobre temes LGBTI, i a repartir material que promogués una agenda política gai. Treballà amb Gittings en el caucus gai de l'American Library Association i fotografià milers d'activistes, marxes i successos en les dècades del 1960 i 1970. Frank Kameny i Jack Nichols, al costat de molts altres activistes gais, foren fotografiats per ella.

## Vida posterior
Als anys 1980 Lahusen s'implicà en el mercat immobiliari i col·locà anuncis en diaris gais. També organitzava els agents perquè desfilassen en la marxa de l'orgull gai de Nova York. Les seues fotografies s'han exposat en el William Way Community Center de Filadèlfia i en la Wilmington Institute Library de Delaware. El 2007, totes les fotos i escrits de Lahusen foren donats a la Nova York Public Library. Lahusen i Gittings estigueren juntes 46 anys fins que Gittings va morir de càncer de mama el 18 de febrer de 2007. Lahusen estava treballant, organitzant les seues fotografies per a un llibre fotogràfic sobre la història del moviment dels drets LGBT quan la malaltia de Gittings li va detenir indefinidament els plans. Lahusen vivia a Kennett Square, Pennsylvania, en una residència assistida.